# Cazideroque
Cazideroque é uma comuna francesa na região administrativa da Nova Aquitânia, no departamento Lot-et-Garonne. Estende-se por uma área de 12,2 km². Em 2010 a comuna tinha 241 habitantes (densidade: 19,8 hab./km²).